# COPA
Tiểu đơn vị alpha của coatomer (tiếng Anh: Coatomer subunit alpha) là protein ở người được mã hóa bởi gen COPA.

## Chức năng
Trong tế bào nhân thực, sự vận chuyển protein giữa lưới nội chất và bộ máy Golgi được trung gian một phần bởi những protein vỏ túi không clathrin (coat protein, COP). Bảy protein vỏ đã được xác định, và chúng đại diện cho các tiểu đơn vị thuộc một phức hệ gọi là coatomer. Bao gồm những tiểu đơn vị alpha-COP, beta-COP, beta-prime-COP, gamma-COP, delta-COP, epsilon-COP và zeta-COP. Alpha-COP do COPA mã hóa sở hữu mật độ tương đồng trình tự cao với RET1P, tiểu đơn vị alpha của phức hệ coatomer ở nấm men. Đồng thời, 25 amino acid đầu N của alpha-COP mã hóa cho xenin, peptide có hoạt tính sinh học, giúp kích thích tụy ngoại tiết và hoạt động như một hormone ruột kết-dạ dày. Sự cắt nối luân phiên dẫn đến kết quả mã hóa những isoform khác biệt ở nhiều dạng ghép nối.

## Tương tác
COPA (gen) có khả năng tương tác với COPE và COPB1.